# Soły
Soły (lit. Salos) – miasteczko na Litwie, położone w okręgu poniewieskim, w rejonie rakiszeckim. Liczy 228 mieszkańców (2001). Dawna rezydencja Radziwiłłów, Morykonich, Tyzenhausów i hr. Przeździeckiej.
Prywatne miasto szlacheckie lokowane w latach 1558–1566 przez Hieronima Sieniawskiego, leżało w powiecie wiłkomierskim województwa wileńskiego.
Podczas okupacji hitlerowskiej na początku lipca 1941 roku Niemcy utworzyli getto dla żydowskich mieszkańców. Przebywało w nim około 1200 osób. 4 kwietnia 1943 roku Niemcy zlikwidowali getto, a Żydów wywieziono do Ponar i tam zamordowano. 

## Pałac w Sołach
W 1806 roku nad brzegiem jeziora Ignacy Morykoni (1760–1823) herbu własnego (Morykoni), starosta sądowy wiłkomirski, polecił zbudować pałac, który zaprojektował włoski architekt Pietro de Rossi. Rezydencję otaczał niewielki park, a całość ulokowana była na wyspie jeziora wraz z miasteczkiem. Ignacy Morykani zmarł bezpotomnie, a majątek odziedziczył jego brat Hieronim, po którym odziedziczył go jego syn Lucjan Morykani (1818–1893), który po rosyjskich szykanach za udział w powstaniu styczniowym zmuszony był sprzedać Soły, które kupił Rajnold Tyzenhauz z Postaw (1831–1881) herbu Bawół. Po jego bezpotomnej śmierci majątek odziedziczyła jego siostra Maria, której mężem był historyk Aleksander Narcyz hr. Przeździecki (1814–1871) herbu Pierzchała (Roch III). Oboje jednak nie mieszkali w Sołach i pałac był tylko siedzibą zarządców. Kolejnym właścicielem był Konstanty Leon Przeździecki (1846–1897), żonaty z Elżbietą Izabelą z Plater-Zyberków z Broelu. Po nich pałac odziedziczył ich syn Rajnold Franciszek Przeździecki (1884–1955), który był ostatnim właścicielem majątku. Rajnold był dyplomatą, historykiem i pisarzem, autorem m.in. dwutomowej rozprawy pt. Diplomatie et Protocole à la Cour de Pologne. Władze Republiki Litewskiej w okresie międzywojennym rozparcelowały majątek Przeździeckich i w pałacu umieściły szkołę muzyczną i gospodarstwa domowego dla dziewcząt. 